# 1964年公民権法
1964年公民権法（1964ねんこうみんけんほう、英語：Civil Rights Act of 1964）は、アメリカ国内において人種差別を禁止する法律。1950年代以降にアメリカ国内で活発化した公民権運動を背景として、1964年に連邦議会で成立した。同法は11条からなり、職場・公共施設・連邦から助成金を得る機関・選挙人登録における差別と分離教育を禁止している。

## 成立過程
アフリカ系アメリカ人が選挙権など平等な権利を求める公民権運動が活発化し、これに対抗する警察の暴力によって負傷者を伴う暴動が南部で引き起こされるなどの事態を受け、1963年2月に大統領を務めていたジョン・F・ケネディが強力な新公民権法を制定するよう連邦議会に求めた。
法案は連邦議会下院を通過した後、上院は500回以上の修正案が提出され、当時の最長記録を更新するフィリバスターなどの妨害を南部議員から受けたが、暗殺されたケネディに代わって同年11月22日に大統領に昇格し、人種差別に否定的だったリンドン・ジョンソンがこの実現を粘り強く推進し、民主党・共和党の北部議員による超党派の協力により成立に至った。